# Далтон, Джеймс
Джеймс Далтон (англ. James Dalton, родился 10 августа 1972 года в Йоханнесбурге) — южноафриканский регбист, игравший на позиции хукера (отыгрывающего), чемпион мира 1995 года. Считается одним из наиболее харизматичных и физически сильных регбистов Южной Африки, который был склонен к дракам на поле.

## Биография

### Клубная карьера
Окончил мужскую школу Парктаун и среднюю школу Йеппе в Йоханнесбурге. В чемпионате провинций (Кубок Карри) Далтон провёл 76 игр за клуб «Голден Лайонз», 18 за клуб «Фалконз», также играл за «Истерн Провайнс Кингз». В 1999 году с клубом «Лайонз» он выиграл чемпионат провинций. В Супер 12 он играл за клубы «Буллз» и «Кэтс».

### В сборной
До 1994 года Далтон играл за различные молодёжные сборные ЮАР. Дебют Далтона в основной сборной состоялся 8 октября 1994 года в матче в Порт-Элизабет против Аргентины: он вышел на замену. Вторым матчем в его карьере стала игра против Австралии, а третий матч против Канады ознаменовался массовой дракой с участием Далтона. С поля были удалены южноафриканец Джеймс Далтон, канадцы Гарет Рис и Род Сноу. Более того, Далтона и его коллегу по сборной Питера Хендрикса дисквалифицировали до конца турнира, также был наказан канадец Скотт Стюарт. Матч с Канадой вошёл в историю как «Битва на Бот-Эразмус» или «Драка в Порт-Элизабет».
Тем не менее, Далтон получил свою золотую медаль как чемпион мира. Всего он сыграл 43 матча и набрал 25 очков за счёт 5 попыток. В 1998 году он выиграл Кубок трёх наций со сборной под руководством Ника Маллетта, занеся попытку в матче против Новой Зеландии в Дурбане. В 1997 году он занёс одну из самых известных попыток сборной ЮАР в первой игре серии тест-матчей против Франции в Лионе (решительная победа «Спринбокс» 36:32). Последнюю игру провёл 23 ноября 2002 года против Англии.

### Личная жизнь
Далтон участвовал в танцевальном шоу «Strictly Come Dancing», однако чаще его имя упоминалось в СМИ в сводках преступлений. В 2001 году он получил тюремный срок за нападение на семью бизнесмена в Мейертоне, также его обвиняли в стрельбе в общественном месте и повреждении автомобиля (по этому делу Далтон был оправдан). В ноябре 2007 года, по заявлениям его первой жены Андреа, он попытался утопить её в ванной, вследствие чего через два года был инициирован бракоразводный процесс, завершившийся в 2009 году. В июне 2010 года Андреа отозвала заявление в полицию.
В 2008 году Далтон подал в суд на министра внутренних дел Чарльза Нкакулу и потребовал компенсацию в 1,2 млн. южноафриканских рандов за незаконный арест. 23 февраля 2017 года Далтон был арестован в Си-Пойнте: по сообщению прессы, когда его автомобиль остановила полиция (в машине находилась его подруга Клэр Том), он устроил перепалку с полицейскими и обозвал одного из них «долбаным расистом».